# Koniuchy (sielsowiet Podłabienie)
Koniuchy (biał. Канюхі; ros. Конюхи) – wieś na Białorusi, w obwodzie grodzieńskim, w rejonie grodzieńskim, w sielsowiecie Podłabienie.
W dwudziestoleciu międzywojennym wieś leżała w Polsce, w województwie białostockim, w powiecie augustowskim.